# Chiesa di San Giovanni Battista (Madone)
La chiesa di San Giovanni Battista è la parrocchiale di Madone in provincia e diocesi di Bergamo; fa parte del vicariato di Capriate-Chignolo-Terno.

## Storia
La prima indicazione della presenza di una chiesa a Madone risale al 1304 quando viene indicato un presbitero pre Bonaventura presbiter Sancti Iohannis de Madone presente al sinodo bergamasco voluto dal neoeletto Giovanni da Scanzo, e inserita nell'elenco delle chiese di Bergamo sottoposte a un censo imposto dalla Santa Sede. Nel 1360 viene nuovamente indicata nell'elenco ordinato da Bernabò Visconti, quando era signore di Bergamo, per definire quali erano i benefici di cui godevano le chiese e i monasteri del territorio di Bergamo, per poi destinare i tributi da versare sia alla chiesa di Roma che alla famiglia Visconti di Milano.
Secondo tradizione, non confermata, la chiesa ottenne l'autonomia nel 1346.
Il 29 settembre 1575 la chiesa ebbe la visita pastorale di sanCarlo Borromeo arcivescovo di Milano, dalla cui relazione risulta che la chiesa era parrocchiale, intitolata a san Giovanni Battista era amministrata dai frati dell'ordine degli umiliati "qui dicit se exercere istam curam per modum provisionis de ordine reverendissimi episcopi Bergomensis", e dipendeva dalla pieve di Terno d'Isola.. Nuovamente visitata nel 1659 da san Gregorio Barbarigo, viene indicata come parrocchia, parte della vicaria di Terno d'Isola e retta da un parroco. Vi erano le scuole della Dottrina cristiane e del Santissimo Sacramento.
Indicata nel 1666 nel sommario della chiese della diocesi redatto dal cancelliere della curia Giovanni Giacomo Marenzi, inserita nella vicaria di Terno d'Isola. La chiesa era retta da un solo parroco-
La chiesa risulta che avesse sussidiarie la chiesa di San Pantaleone e di San Vincenzo Ferrario indicato come "oratorio pubblico di diritto privato della famiglia Zineroni nel 1861, con la presenza di un parroco e un prelato che lo coadiuvava
L'antica chiesa fu ricostruita nel primo decennio del Seicento, ma il nuovo edificio rimaneggiato ebbe subito problemi gravi di stabilità fu quindi decisa la costruzione di un nuovo edificio di culto.
La nuova costruzione ebbe inizio solo nel Novecento su progetto di Luigi Angelini, con la posa della prima pietra del vescovo Giacomo Radini-Tedeschi nel 1911, con il contributo di tutti i parrocchiani. La prima guerra mondiale obbligò la sospensione dei lavori che ripresero solo al suo termine. La nuova chiesa fu consacrata dal vescovo Luigi Maria Marelli il 14 agosto 1925. In quell'occasione furono donate dal vescovo le reliquie dei santi Alessandro e Pio. Le decorazioni furono ultimate solo nella metà del XX secolo.
Con decreto del 27 maggio 1979 del vescovo di Bergamo Giulio Oggioni la chiesa fu inserita nella vicaria di Capriate-Chignolo-Terno.

## Descrizione

### Esterno
La chiesa presenta varianti rispetto al progetto originale che dovette essere variato in corso d'opera non riscuotendo la piena approvazione della comunità, volendo invece che fossero maggiormente rialzate parti dell'edificio, questo ha portato alla formazione di un edificio molto ecclettico con proporzioni che hanno sicuramente perso la purezza dell'impianto originale.
L'edificio in stile neoromanico con molta libertà facendosi alla moda piuttosto ecclettica del tempo si presenta dalla forma maestosa. L'esterno in laterizio proveniente dall'antica fornace Radaelli completato da elementi in pietra e di ceppo di Brembate. Caratteristica unica sono i due archi rampanti e il possente tiburio. La facciata si divide sud due ordini che si sviluppano in modo autonomo. L'ordine inferiore è tripartito da lesene in massello di Brembate complete di capitelli in pietra. Il porticato centrale rialzato da tre gradini in ceppo, si divide in tre campate poste su pilastri in ceppe che reggono gli architravi. 
Sulla parte superiore troneggia il grande rosone posto dentro una grande edicola con colonne a tutto tondo sempre in ceppo che poggiano su grandi mensole. 

### Interno
L'interno a croce latina con transetto coperto da tazza ottagonale. Tre cappelle sono poste lateralmente all'aula. La parte presbiteriale termina con la coro absidato semicircolare.